# Antigua Labour Party
De Antigua Labour Party (Nederlands: Arbeiderspartij van Antigua) is een politieke partij op Antigua en Barbuda. De leider van de ALP is Lester Bird, voormalig premier.
De ALP werd in 1945 opgericht door vakbondsman Vere Bird als sociaaldemocratische partij. Vere Bird was gedurende de jaren 60, '70 meerdere malen premier van Antigua en Barbuda, daarna was hij van 1981 tot 1994 ononderbroken minister-president van Antigua en Barbuda. Tijdens zijn bewind vierden corruptie en vriendjespolitiek hoogtij en de ALP werd een bolwerk van nepotisme en partij schoof op naar rechts. Vere Birds zoon Lester Bird was van 1994 tot 2004 minister-president.
Bij de verkiezingen van 17 april 1984 behaalde de ALP 67,9% en 16 van de 17 zetels. Ook in 1989 had Vere Bird een comfortabele meerderheid van 63,9% en 15 van de 17 zetels. Bij de verkiezingen van 8 maart 1994 behaalde de partij onder nieuwe lijsttrekker Lester Bird 54,4% en 11 van de 17 zetels. In 1999 was de ALP gezakt tot 52,6% en 12 van de 17 zetels. De ALP verloor de verkiezingen van 24 maart 2004 van de United Progressive Party. De partij behaalde 41,8% van de stemmen, goed voor slechts 4 van het 17 zetels tellende parlement. In 2009 werd dit resultaat verbeterd met 46,9% en 7 zetels. Pas in 2014 behaalde de partij terug de meerderheid, met 56,45% van de stemmen en 14 van de 17 zetels.